# Simple Plan
Simple Plan je kanadska pop punk skupina, ki je bila ustanovljena leta 1999. 

## O skupini
Simple Plan je ena od najpopularnejših predstavnikov najnovejšega vala severno-ameriškega punka. V razmeroma kratkem času so postali velika najstniška atrakcija in glavni igralci na veliki sceni. Samo v ZDA so prodali tri milijone albumov, po ostalem svetu pa še dodatnih pet milijonov.

## Zasedba
- Jeff Stinco – glavna kitara
- Chuck Comeau – bobni
- Pierre Bouvier – vokal
- Sébastien Lefebvre – ritmična kitara in vokal
- David Desrosiers – bas kitara in vokal

## Diskografija

### Studijski albumi
| Leto izida        | Naslov                            | Založba                       | US | AUS | CAN | JP | FR | Prodaja v ZDA | Prodaja v KAN |
| ----------------- | --------------------------------- | ----------------------------- | -- | --- | --- | -- | -- | ------------- | ------------- |
| 2002              | No Pads, No Helmets... Just Balls | Lava Records/Atlantic Records | 35 | 29  | 38  | 1  | -  | 2x platinum   | 4x platinum   |
| 2004              | Still Not Getting Any...          | Lava Records/Atlantic Records | 3  | 6   | 2   | 3  | 12 | platinum      | 4x platinum   |
| 2008 (29. januar) | Simple plan                       | Lava Records/Atlantic Records | ?  | ?   | ?   | ?  | ?  | ?             | ?             |
| 2011 (21. junij)  | Get Your Heart On!                |                               |    |     |     |    |    |               |               |
| 2016 (19.februar) | Taking One for the Team           |                               |    |     |     |    |    |               |               |

### Albumi v živo in EP-ji
| Leto izida | Naslov                                 | Založba                       |
| ---------- | -------------------------------------- | ----------------------------- |
| 2003       | Live In Japan 2002                     | Lava Records/Atlantic Records |
| 2004       | Live in Anaheim                        | Lava Records/Atlantic Records |
| 2005       | MTV Hard Rock Live                     | Lava Records/Atlantic Records |
| 2013       | Get Your Heart On - The Second Coming! |                               |